# 1e Infanteriedivisie (Verenigd Koninkrijk)

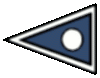
Insigne van het Britse 1e Infanteriedivisie

De 1e Infanteriedivisie (Engels: 1st Infantry Division) is een Britse infanteriedivisie. De eenheid was betrokken bij de Spaanse Onafhankelijkheidsoorlog, de Krimoorlog, de Eerste Wereldoorlog en de Tweede Wereldoorlog.

## Geschiedenis
De 1e Infanteriedivisie werd in 1809 opgericht door Arthur Wellesley, hertog van Wellington. Het bestond uit twee Britse brigades en een brigade uit Hannover. De divisie was betrokken bij verschillende gevechten tijdens de Spaanse Onafhankelijkheidsoorlog en speelde een rol tijdens de Slag bij Quatre-Bras en de Slag bij Waterloo. 
De 1e Infanteriedivisie kwam opnieuw in actie tijdens de Krimoorlog. De divisie bestond toen uit de Guards Brigade en de Highland Brigade. Daarna duurde het tot de Tweede Boerenoorlog dat de 1e Infanteriedivisie weer in actie kwam. Na de Boerenoorlog werd de 1e Infanteriedivisie hervormd en teruggebracht tot twee brigades (acht bataljons). Tijdens de Eerste Wereldoorlog maakte de 4e Infanteriedivisie onderdeel uit van de British Expeditionary Force (BEF). De divisie diende aan het westfront en was onder andere betrokken bij de Slag bij de Marne, Eerste Slag om Ieper, Slag aan de Somme en de Derde Slag om Ieper.
In 1940, na het uitbreken van de Tweede Wereldoorlog, werd de 1e Infanteriedivisie als onderdeel van de British Expeditionary Force naar Frankrijk gezonden. Na de evacuatie bij Duinkerke verbleef de infanteriedivisie tot 1943 in Groot-Brittannië. De 1e Infanteriedivisie was betrokken bij de Tunesische veldtocht en de Italiaanse Veldtocht, waaronder de Landing bij Anzio en de Slag om Monte Cassino.
Na de oorlog verbleef de 1e Infanteriedivisie in Palestina en Egypte. In 1955/1956 keerde de 1e Infanteriedivisie terug naar Groot-Brittannië, waar het omgevormd werd tot een brigade. In 1960 werd het weer omgevormd tot een divisie, de 1e Pantserdivisie. De divisie was gestationeerd in Duitsland als onderdeel van de British Army of the Rhine. Het is nu de enige Britse divisie die nog in Duitsland gestationeerd is.